# Piseux
Piseux es una localidad y comuna francesa situada en la región de Alta Normandía, departamento de Eure, en el distrito de Évreux y cantón de Verneuil-sur-Avre.

## Demografía
| 403 | 515 | 505 | 509 | 569 | 536 |
| Para los censos de 1962 a 1999 la población legal corresponde a la población sin duplicidades (Fuente: INSEE [Consultar]) |     |     |     |     |     |